# Arsenal Militar de Ferrol

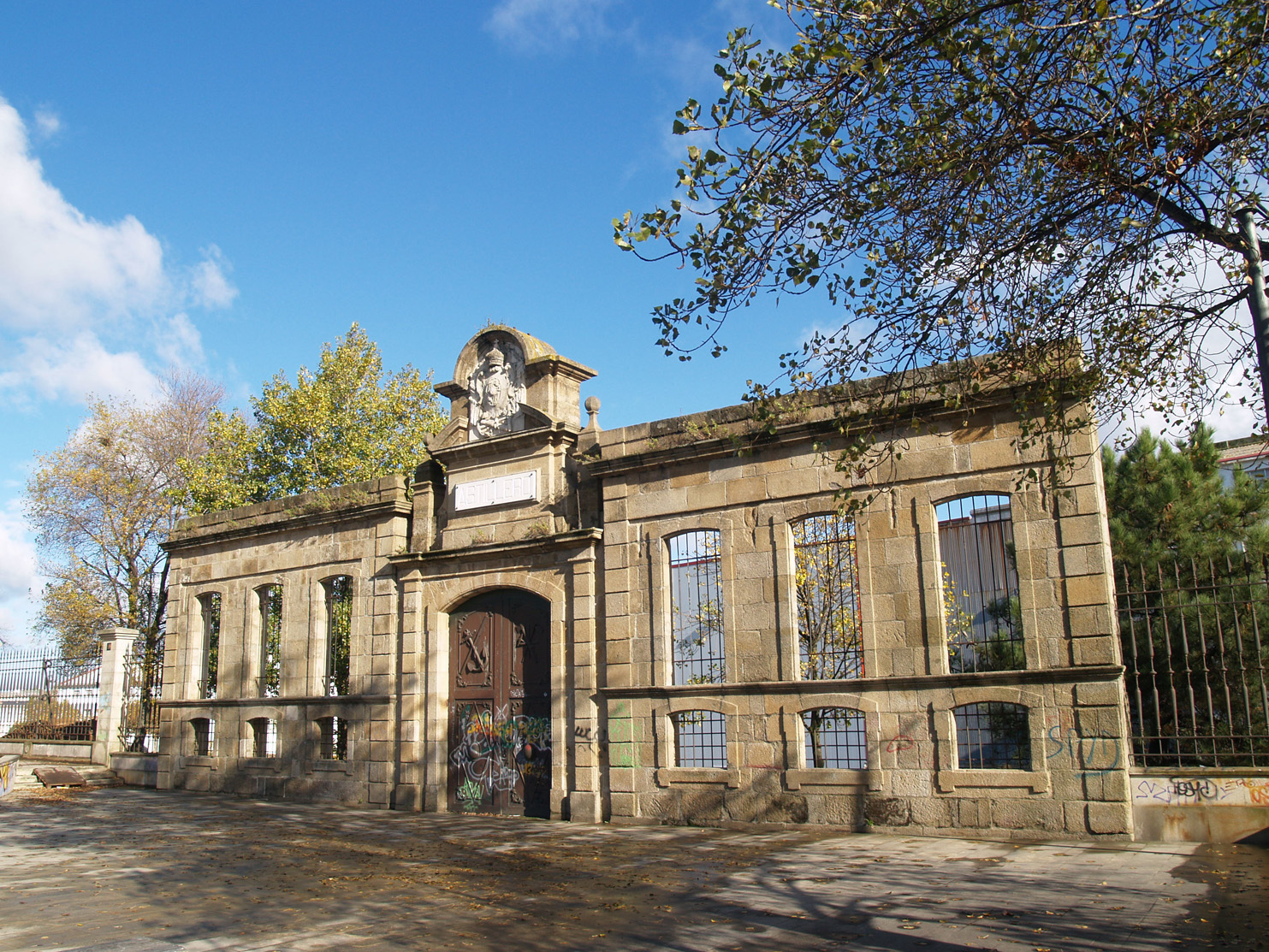
Porta de les Drassanes, de l'any 1857.

L'Arsenal Militar de Ferrol són unes drassanes i base naval de gran importància per a la mar Cantàbrica, que es troba a la ciutat de Ferrol, a Galícia. Va ser construït al segle xviii amb la intenció de desenvolupar la política naval de Felip V i el seu secretari, el Marquès de l'Ensenada.
Les drassanes van ser durant molts anys el motor de la ciutat i la seva comarca. Actualment, és un sector en crisi però continua sent un dels punts amb major capacitat industrial (indústria pesant) de tota Galícia. Hi ha les drassanes de l'empresa pública Navantia, especialitzades en la construcció de vaixells de guerra, així com en la reparació de bucs de gran mida (petrolers, transbordadors...).
Tot el conjunt d'arquitectura militar va ser declarat bé d'interès cultural el 1994.